# Saky (Třebichovice)
Saky (Duits: Sack) is een Tsjechische plaats in de gemeente Třebichovice in de regio Midden-Bohemen en maakt deel uit van het district Kladno. Het dorp ligt op ongeveer 6 km afstand van de stad Kladno.
Saky telt 29 inwoners (2021).

## Geografie
Saky ligt in een diep, open dal op de rechteroever van de Knovízskýbeek onder de noordelijke helling van de Vinařickáberg.

## Geschiedenis
In het kadastrale gebied zijn prehistorische nederzettingen en begraafplaatsen aangetroffen.
De eerste schriftelijke vermelding van Saky dateert echter van 1382. De dorpsbewoners waren aanvankelijk boeren; anno 2024 is het dorp voornamelijk recreatief en gericht op toerisme.
In 1420 werd Saky in onderpand gegeven aan de broers Václav en Jan van Racineves. In de 16e eeuw behoorde het dorp toe aan Slaný en de Praagse burcht. In 1579 ging het eigendom over naar Lidmila Žďárská van Martinice. De eigenaren van het dorp wisselden tot 1848 geregeld; dat jaar werd het feodalisme afgeschaft. In 1688 was Marie Maxmiliana Eva Hýserlová eigenaresse, in 1701 Anna Maria Frantiska van Saksen-Lauenburg en in 1705 was het dorp in handen van het Benedictijnenklooster van Břevnov.
Vanaf 1869 was Saky onder de naam Sak een dorp behorende tot de gemeente Pchery in het district Slaný. Van 1930 tot 1961 was Saky een zelfstandige gemeente binnen dat district; sinds 1961 behoort het dorp tot de gemeente Třebichovice in het district Kladno.

## Religie
Saky is qua kerkgenootschap toegewezen aan de parochie van Pchery, waar ook een begraafplaats is.

## Demografie
| Jaar            | 1880 | 1890 | 1900 | 1910 | 1920 | 1930 |
| Aantal huizen   | 12   | 12   | 14   | 20   | 20   | 20   |
| Aantal inwoners | 90   | 90   | 117  | ?    | 135  | 106  |

## Verkeer en vervoer

### Autowegen
Weg II/118 loopt door de gemeente en verbindt Saky met Třebichovice en Kladno enerzijds en Slaný anderzijds.

### Spoorlijn
Er is anno 2024 geen spoorlijn of station meer in Saky. Tot 1982 liep de lijn Dubí - Vinařice - Zvoleněves door Třebichovice en Saky. Het bewaard gebleven deel (lijn Z07) vanuit Dubí eindigt bij het station van Vinařice, bijna aan de rand van Třebichovice, maar er vindt alleen incidenteel goederenvervoer plaats. Station Kladno-Dubí, op 4 km afstand, is het dichtstbijzijnde reizigersstation.

### Buslijnen
Er halteert geen bus in het dorp. De dichtstbijzijnde bushaltes zijn in Třebichovice.

## Bezienswaardigheden
- Barokke boerderijen nabij het dorpsplein[3][4] (nr. 2 en nr. 7);
- Barokke kapel uit de eerste helft van de 19e eeuw op het dorpsplein.

## Galerĳ

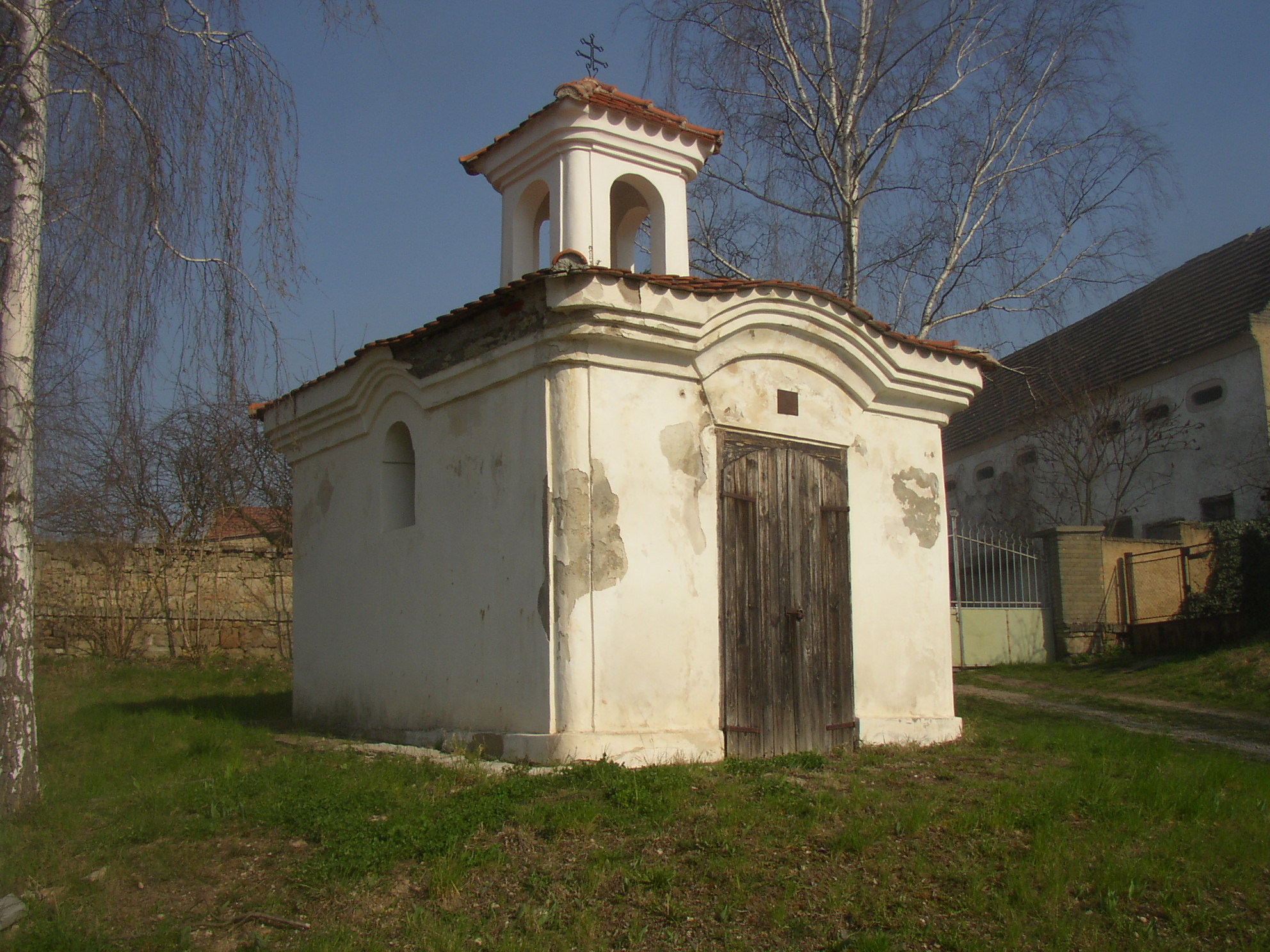
Kapel op het dorpsplein
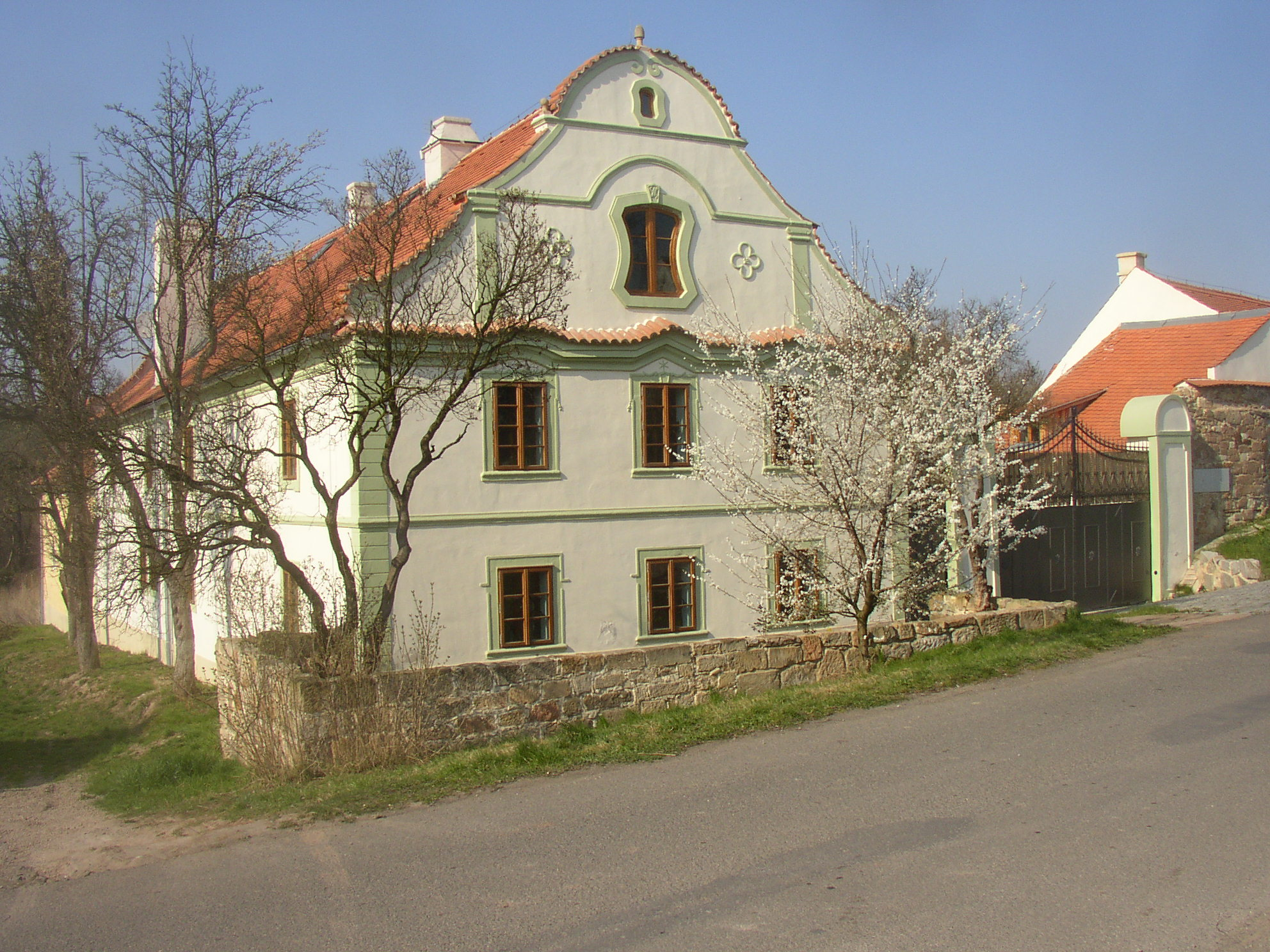
Barokke boerderij bij het dorpsplein
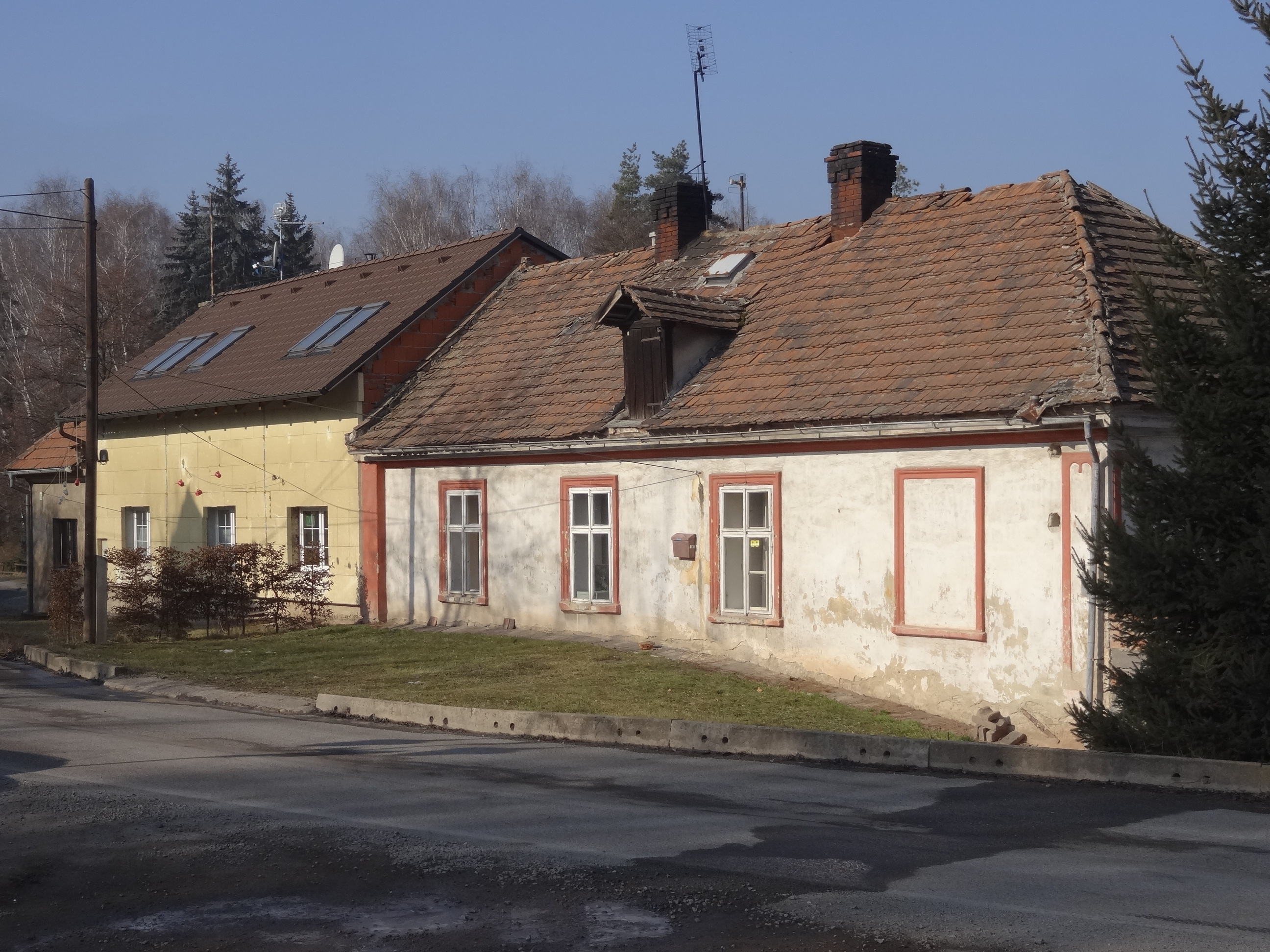
Huizen in het dorp
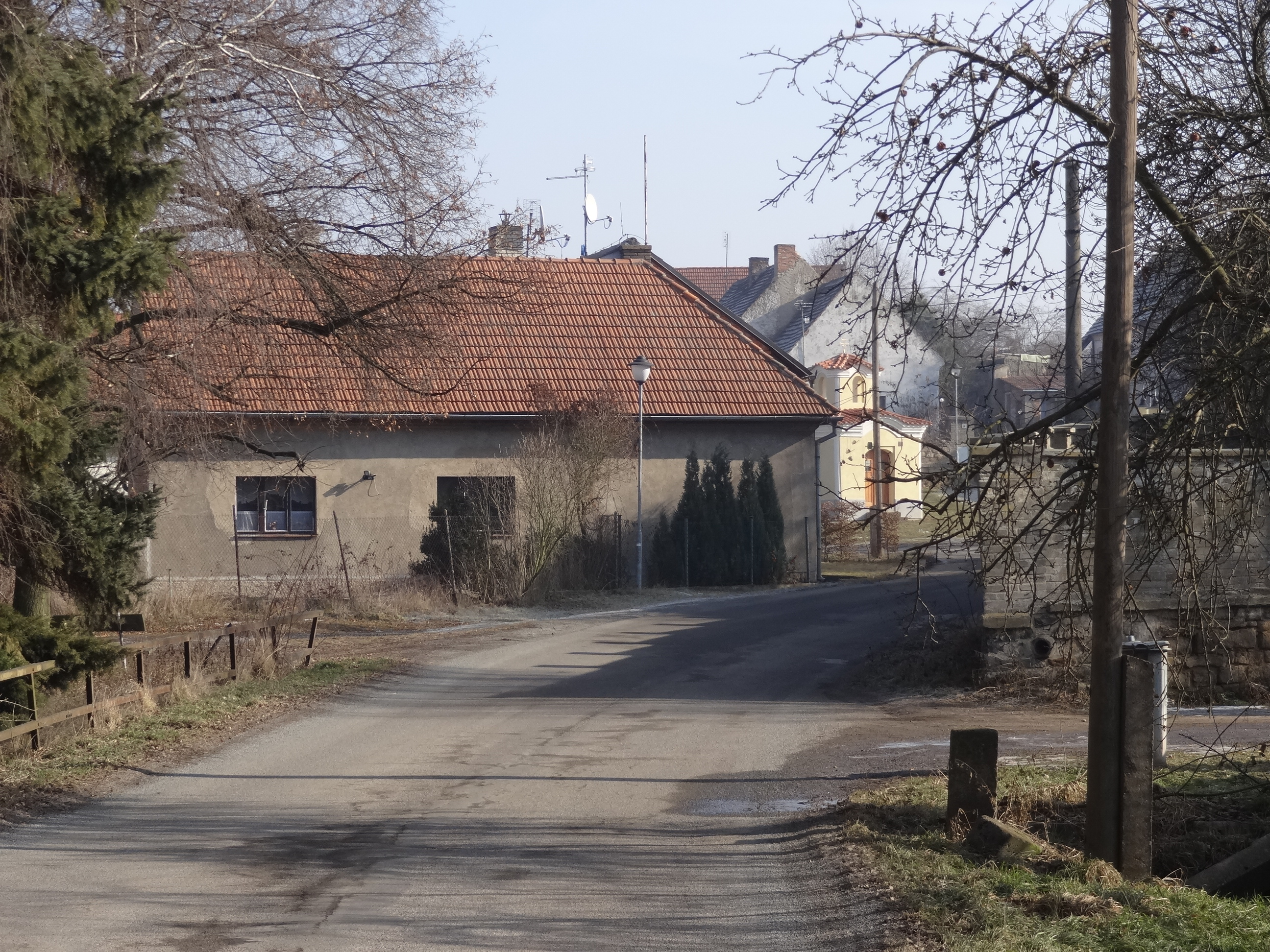
Huizen en weg uit Třebichovice
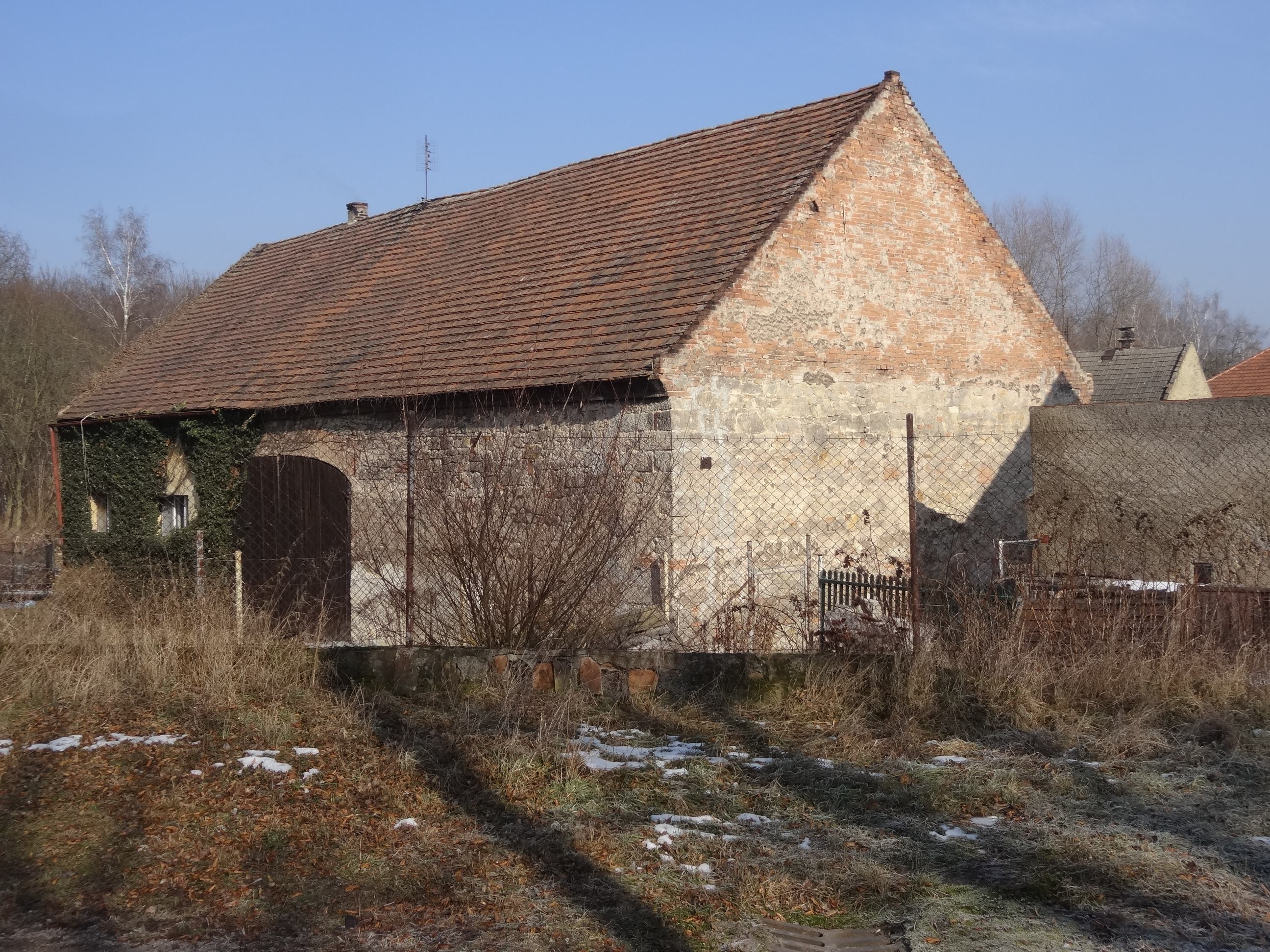
Oude schuur
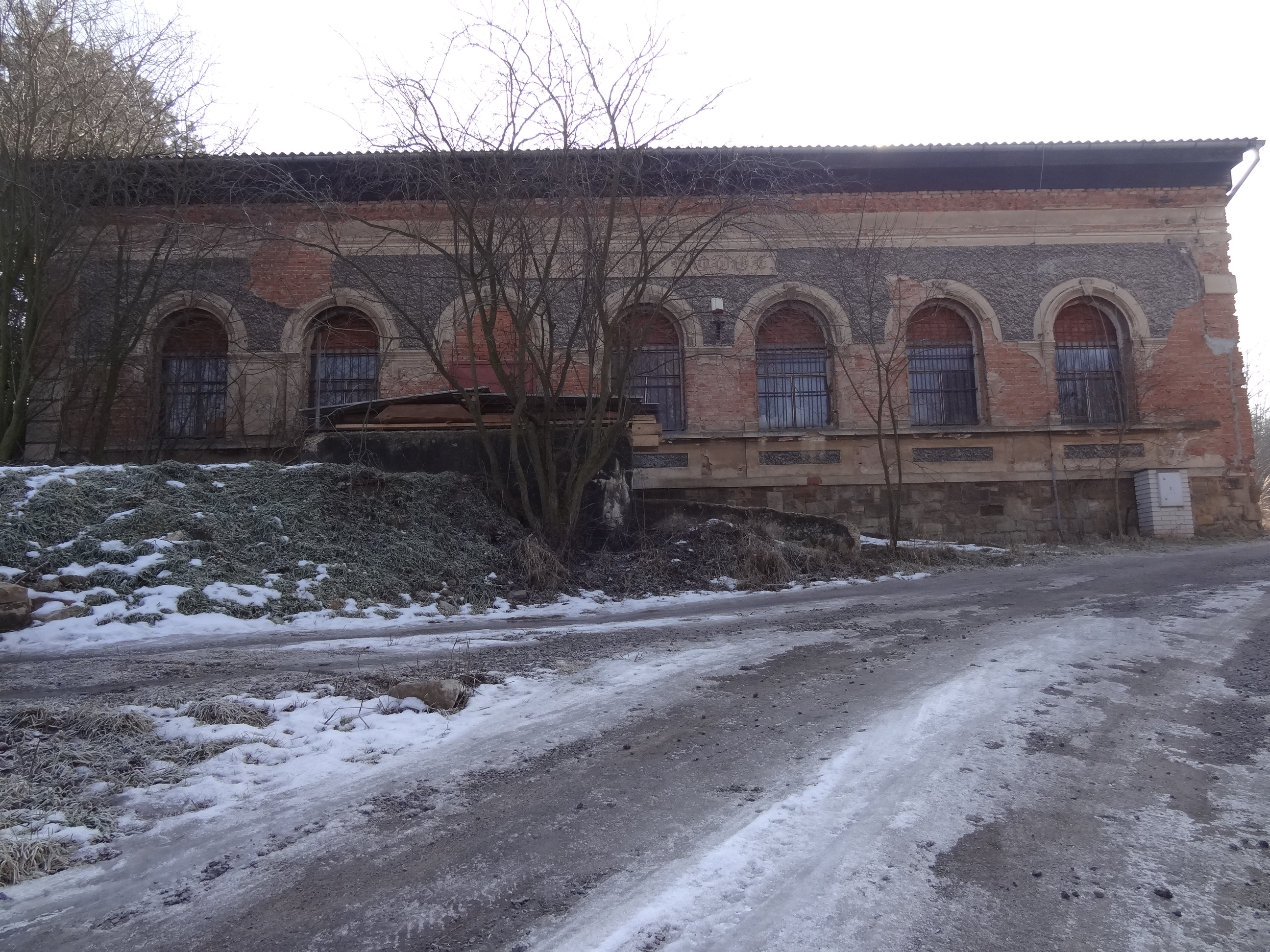
Mogelijke voormalige herberg
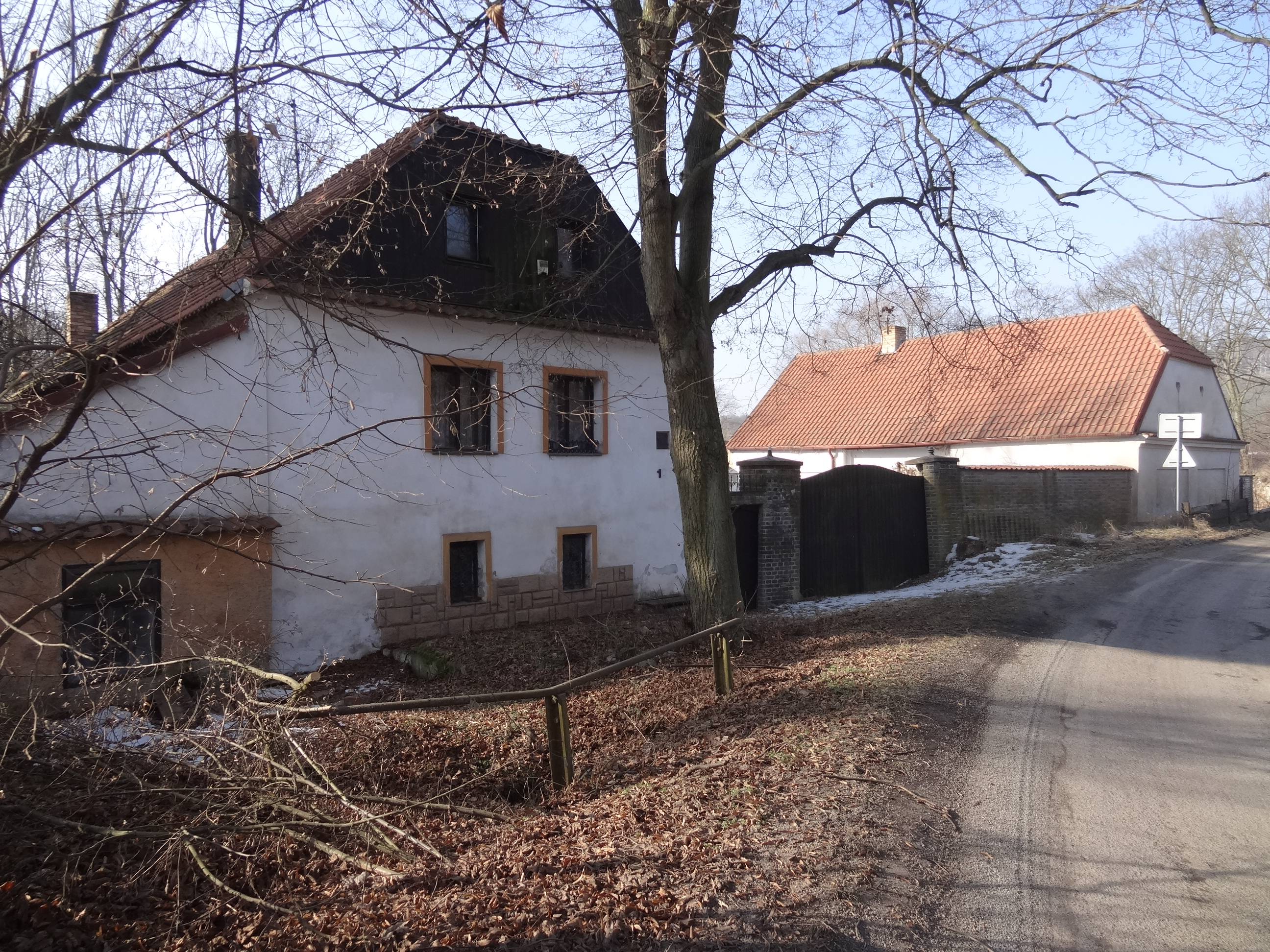
Huis nabij de molen